# Збильчиці
Збильчиці (пол. Zbylczyce) — село в Польщі, у гміні Свіниці-Варцькі Ленчицького повіту Лодзинського воєводства.
Населення — 186 осіб (2011).
У 1975-1998 роках село належало до Конінського воєводства.

## Демографія
Демографічна структура станом на 31 березня 2011 року:
|          | Загалом | Допрацездатний вік | Працездатний вік | Постпрацездатний вік |
| -------- | ------- | ------------------ | ---------------- | -------------------- |
| Чоловіки | 89      | 18                 | 55               | 16                   |
| Жінки    | 97      | 21                 | 52               | 24                   |
| Разом    | 186     | 39                 | 107              | 40                   |